# Italopodisma fiscellana
Italopodisma fiscellana är en insektsart som först beskrevs av Scott LaGreca 1954.  Italopodisma fiscellana ingår i släktet Italopodisma och familjen gräshoppor. Inga underarter finns listade i Catalogue of Life.